# Лимфа
Лимфа (од латинског, древно римског божанства свеже воде, Лимфа) је флуид који тече кроз лимфни систем, систем састављен од лимфних судова (канала) и интервентних лимфних чворова чија је функција, као и венски систем, да врати флуид из ткива у централну циркулацију. Међупросторна течност - течност која се налази између ћелија у свим ткивима - улази у лимфне капиларе. Ова лимфна течност се затим транспортује кроз прогресивно веће лимфне судове кроз лимфне чворове, где се супстанце уклањају ткивом лимфовита и циркулишуће лимфоците додају у течност, пре него што се коначно испразне у десну или леву подклавијску вену, где се помеша са централном венском крвљу.
Пошто је лимфа изведена из међупросторне течности, њен састав се непрестано мења како крв и околне ћелије константно размењују супстанце са међупросторном течношћу. Генерално је сличан крвној плазми, која је флуидна компонента крви. Лимфа враћа протеине и вишак међупросторних течности у крвоток. Лимфа такође преноси масти из система органа за варење (почевши од лактила) до крви преко хиломикрона.
Бактерије могу ући у лимфне канале и бити транспортоване до лимфних чворова, где бивају уништене. Метастазни рак ћелије се такође може транспортовати преко лимфе.

## Етимологија
Реч лимфа је изведена из имена  древног римског божанства свеже воде, Лимфа.

## Структура
Лимфа има сличан, али не и идентичан састав, као крвна плазма. Лимфна жлезда која напушта лимфни чвор је богатија у лимфоцитима него крвна плазма. Лимфа настала у симстему органа за варење, звана кјале је богата триглицеридима (масти) и изгледа млечно бела због садржаја липида.

## Развој
Крв доводи нутријент и важне метаболите у ћелије ткива и сакупља отпадне производе које они производе, што захтева размену одговарајућих састојака између крви и ћелије ткива. Ова размена није директна, већ се јавља преко посредника који се зове међупросторна течност, који заузима простор између ћелија. Како крв и околне ћелије непрестано додају и уклањају супстанце из међупросторне течности, њен састав се стално мења. Вода и  растворене супстанце могу да прођу између међупросторне течности и крви преко дифузије унакрст празнина у капиларним зидовима названим међућелијска расцепљења; према томе, крв и међућелијска течност су у динамичкој равнотежи једне са другом.
Међупросторна течност се формира на артиолама (долази из срца) на крајевима капилара због вишег притиска крви у поређењу са веном, а већина се враћа у венулне завршетке и венуле; остатак (до 10%) улази у лимфне капиларе као лимфа. Према томе, када се формира, лимфа је водена бистра течност са истим саставом као и међупросторна течност. Међутим, како тече кроз лимфне чворове долази у контакт с крвљу, те тежи да акумулира више ћелија (посебно лимфоцита) и протеина.

## Функција

### Саставни део
Лимфа враћа протеине и вишак међупросторних течности у крвоток. Лимфне ћелије понекад прикупе бактерије и доводе их у лимфне чворове, где су уништавају. Метастазни рак ћелије се такође може транспортовати преко лимфе. Лимфа такође преноси масти из систем органа за варење (почевши од лактела) до крви преко хиломикрона.

### Циркулација
Цевасти крвни судови преносе се лимфом назад у крв, и на крају замењују запремину изгубљену током формирања међупросторне течности. Ти канали се називају лимфни канали, или једноставније лимфатици.
За разлику од кардиоваскуларног система, лимфни систем није затворен и нема централне пумпе, или лимфна срца (која постоје код неких животиња). Лимфни транспорт је стога спор и местимичан. Упркос ниском притиску, покрети лимфе се јављају због перисталтика (потискивањем лимфе због неизменичног стезања и опуштања глатког мишићног ткива) вентила, и компресије током контракције суседног скелетног мишића и артеријског пулса.
Лимфа која улази у лимфне судове из међупростора обично не тече уназад дуж судова због присуства залистака. Ако се у лимфним крвним судовима развије превелики хидростатички притисак, ипак, нека течност може да се врати у међупростор и допринесе формирању едема.
Просечни проток лимфе у торакалном каналу код човека, који је у стању мировања, је приближно 100 милилитара на сат. У пратњи других ~25 милилитара на сат у другим лимфним судовима, укупни проток лимфе у телу је око 4 до 5 литара дневно. То се може повећати током вежбања. Процењује се да би без лимфног тока човек умро у року од 24 сата.

## Као средство раста
Године 1907. зоолог Рос Гранвил Харисон је демонстрирао процес раста нервних ћелија жаба преко средства згрушане лимфе. Састоји се од лимфних чворова и крвних судова.
Године 1913, Е. Стеинхард, Ц. Израели и Р. А. Ламберт су узгајали вирус вакциније у фрагментима ткивне културе од рожњаче замораца, узгајаног у лимфи.